# Municipio de Tremont (Misuri)
El municipio de Tremont (en inglés: Tremont Township) es un municipio ubicado en el condado de Buchanan en el estado estadounidense de Misuri. En el año 2010 tenía una población de 649 habitantes y una densidad poblacional de 6,84 personas por km².

## Geografía
El municipio de Tremont se encuentra ubicado en las coordenadas 39°39′2″N 94°39′27″O / 39.65056, -94.65750. Según la Oficina del Censo de los Estados Unidos, el municipio tiene una superficie total de 94.82 km², de la cual 93,99 km² corresponden a tierra firme y (0,88 %) 0,84 km² es agua.

## Demografía
Según el censo de 2010, había 649 personas residiendo en el municipio de Tremont. La densidad de población era de 6,84 hab./km². De los 649 habitantes, el municipio de Tremont estaba compuesto por el 97,23 % blancos, el 0,92 % eran afroamericanos, el 1,54 % eran amerindios, el 0,15 % eran de otras razas y el 0,15 % eran de una mezcla de razas. Del total de la población el 1,39 % eran hispanos o latinos de cualquier raza.